# Presa di Delfzijl
La presa di Delfzijl fu un combattimento svoltosi dal 26 giugno al 2 luglio 1591 presso la città di Delfzijl, nel corso della guerra degli ottant'anni.

## Antefatto
All'inizio del 1591, Maurizio d'Orange aveva dato inizio ad una campagna militare per scacciare gli spagnoli dai Paesi Bassi. Gli Stati Generali avrebbero desiderato la conquista della città di Nimega, ma sorsero delle complicazioni nell'operazione e di conseguenza l'Orange si dedicò alla conquista delle principali piazzeforti attorno alla città come Zutphen e Deventer. La strategia era quella di distogliere l'attenzione degli spagnoli, facendo pensare loro che il vero obbiettivo era un altro. Il primo assedio di Zutphen e poi quello di Deventer vennero condotti rispettivamente da Maurizio d'Orange e da Francis Vere. L'obbiettivo successivo era Groninga a nord dove due anni prima Guglielmo Luigi di Nassau-Dillenburg aveva catturato la fortificazione esterna di Zoutkamp, fornendo un valido appoggio per una futura invasione della città. Questo progetto ad ogni modo venne ben presto abbandonato da Maurizio perché giudicato troppo rischioso anche a causa dell'avvicinarsi dell'esercito del duca di Parma.

### La presa della città
Maurizio, anziché portarsi direttamente a nord, ripiegò sulla fortezza di Delfzijl che era posta sulle coste del Dollart, una grande insenatura che divideva la provincia di Groninga dal distretto tedesco di Emden, base di rifornimento spagnola. Il 26 giugno 1591 l'esercito anglo-olandese giunse in vista della fortezza con 150 navi da trasporto. La guarnigione spagnola di Delfzijl era composta da soli 300 fanti e da dieci cannoni ed ambo le parti sapevano che l'assedio sarebbe stato di breve durata. Le posizioni dell'artiglieria vennero stabilite e si aprì il fuoco. Dopo i primi giorni di bombardamento, la guarnigione spagnola si rese conto che la propria posizione era in condizioni disperate e decise di iniziare i negoziati per la resa il 2 luglio. Maurizio si accordò per accogliere nel proprio esercito i disertori spagnoli e consentì agli altri di lasciare la città in direzione di Groninga.

### Conseguenze
Francisco Verdugo, governatore spagnolo della provincia di Groninga, era infuriato coi soldati dell'assedio quando questi giunsero in città. Egli ordinò che i capitani venissero tutti decapitati e umiliò tutti gli altri soldati. Dodici soldati vennero scelti a sorte per il carcere; cinque di questi vennero poi decapitati a loro volta.
Maurizio d'Orange, dopo la conquista di Delfzijl, rafforzò le fortificazioni presenti secondo i piani originali elaborati da Johan van den Kornput e vi pose una nuova guarnigione anglo-olandese. All'inizio del 1594, la guarnigione riuscì a respingere un nuovo attacco degli spagnoli guidati da Francisco Verdugo.
L'armata anglo-olandese marciò dunque da Delfzil verso Hulst e poi verso Nimega. Il gruppo venne poi sconfitto dalle armate del duca di Parma nel tentativo di assediare Knodsenburg.